# Roman Celentano
Roman Celentano (Naperville, 14 settembre 2000) è un calciatore statunitense, portiere dell'FC Cincinnati.

## Carriera
Cresciuto nel settore giovanile dei Chicago Sockers, dal 2019 al 2021 pratica calcio a livello scolastico con l'Università dell'Indiana. L'11 gennaio 2022, grazie alla sua partecipazione al programma Generation Adidas, viene scelto nel corso del secondo giro (primo assoluto) dell'MLS SuperDraft dall'FC Cincinnati. Il 19 aprile ha esordito con l'FC Cincinnati, in occasione dell'incontro di Lamar Hunt U.S. Open Cup vinto per 2-0 contro i Pittsburgh Riverhounds. Cinque giorni dopo, ha anche esordito in MLS, disputando l'incontro perso per 1-2 contro il Los Angeles FC.

## Statistiche

### Presenze e reti nei club
Statistiche aggiornate al 28 settembre 2022.
| Stagione        | Squadra         | Campionato      | Campionato | Campionato | Coppe nazionali | Coppe nazionali | Coppe nazionali | Coppe continentali | Coppe continentali | Coppe continentali | Altre coppe | Altre coppe | Altre coppe | Totale | Totale |
| Stagione        | Squadra         | Comp            | Pres       | Reti       | Comp            | Pres            | Reti            | Comp               | Pres               | Reti               | Comp        | Pres        | Reti        | Pres   | Reti   |
| --------------- | --------------- | --------------- | ---------- | ---------- | --------------- | --------------- | --------------- | ------------------ | ------------------ | ------------------ | ----------- | ----------- | ----------- | ------ | ------ |
| 2022            | FC Cincinnati   | MLS             | 25         | -37        | USOC            | 1               | 0               |                    | -                  | -                  |             | -           | -           | 26     | -37    |
| Totale carriera | Totale carriera | Totale carriera | 25         | -37        |                 | 1               | 0               |                    | -                  | -                  |             | -           | -           | 26     | -37    |

## Palmarès
- MLS Supporters' Shield: 1

FC Cincinnati: 2023